# Tätblommig jordrök
Tätblommig jordrök (Fumaria densiflora) är en vallmoväxtart som beskrevs av Dc.. Enligt Catalogue of Life ingår Tätblommig jordrök i släktet jordrökar och familjen vallmoväxter, men enligt Dyntaxa är tillhörigheten istället släktet jordrökar och familjen vallmoväxter. Arten förekommer tillfälligt i Sverige, men reproducerar sig inte. Inga underarter finns listade i Catalogue of Life.